# Corryocactus aureus
Corryocactus aureus es una especie de planta suculenta perteneciente al género Corryocactus, dentro de la familia Cactaceae. Es endémica de Perú.

## Descripción

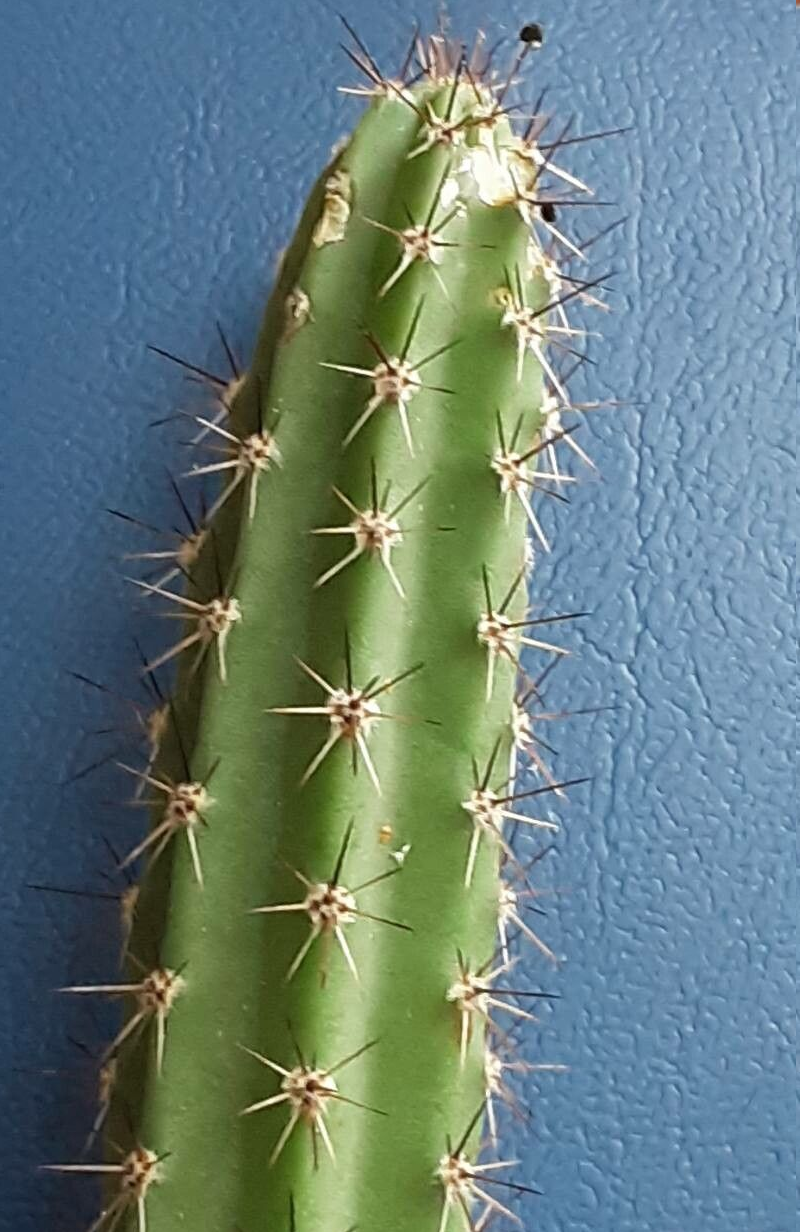
Detalle del tallo

Corryocactus aureus es una especie de cactus que forma grandes colonias mediante brotes que crecen de forma subterránea. Los tallos crecen erectos, no están articulados y su forma va de cilíndrica a alargada. Miden hasta 30 cm de largo y tienen un diámetro de 3 a 5 cm. Su epidermis es de color verde, aunque a veces se torna morada o marrón, dando el aspecto de estar seco. 
Presentan de 5 a 8 costillas de hasta 1 cm de altura, con surcos marginales. Sobre ellas se asientan areolas con espinas subuladas de color marrón a negruzco. Éstas contienen 1 o 2 espinas centrales que miden hasta 6 cm de largo, y de 9 a 11 espinas radiales de longitud desigual. 

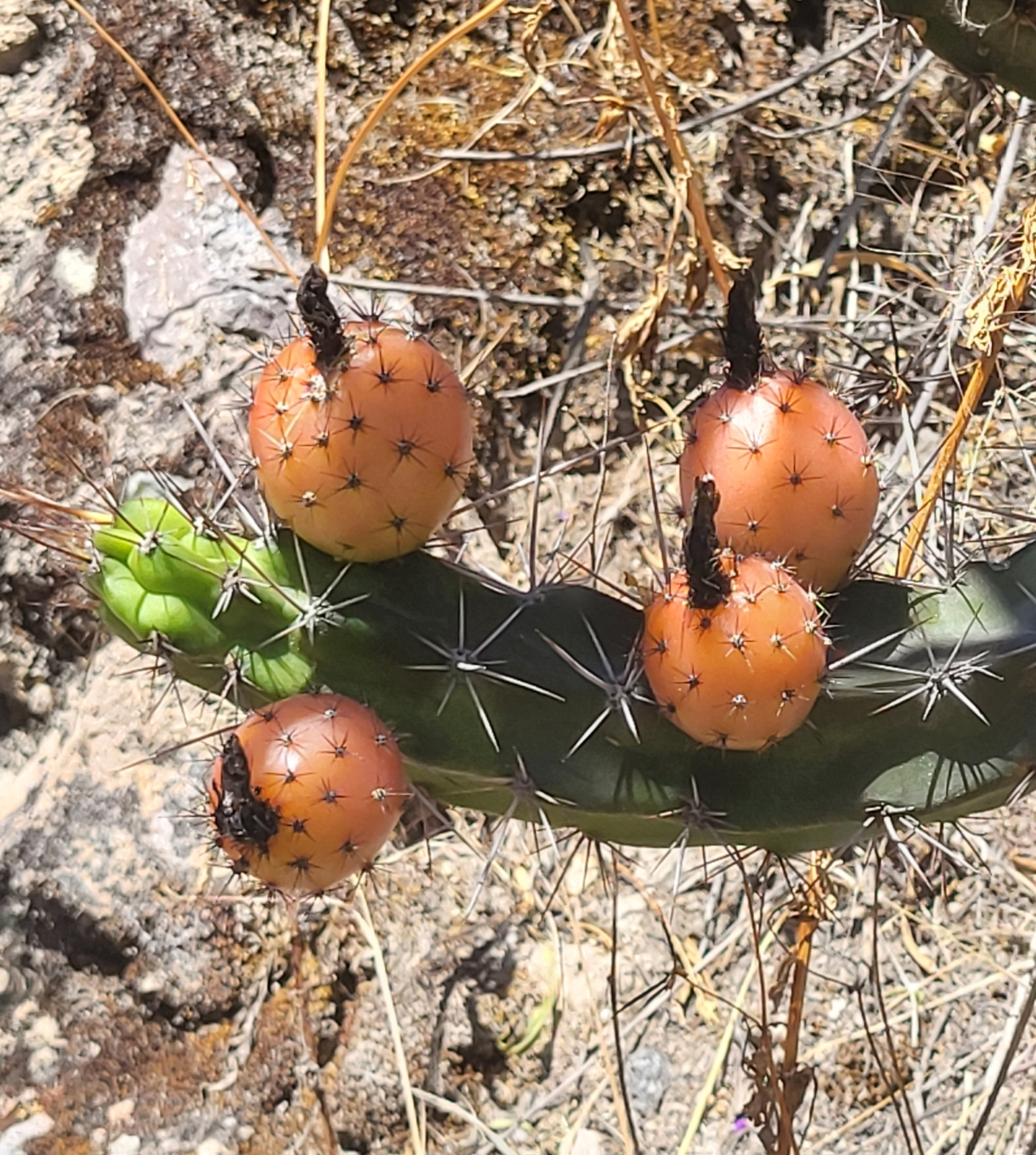
Detalle de los frutos

Las flores son de color amarillo anaranjado o rojo anaranjado y miden hasta 4 cm de largo. Los frutos, de color verdoso a rojizo, alcanzan un diámetro de hasta 2 cm.

## Distribución y hábitat

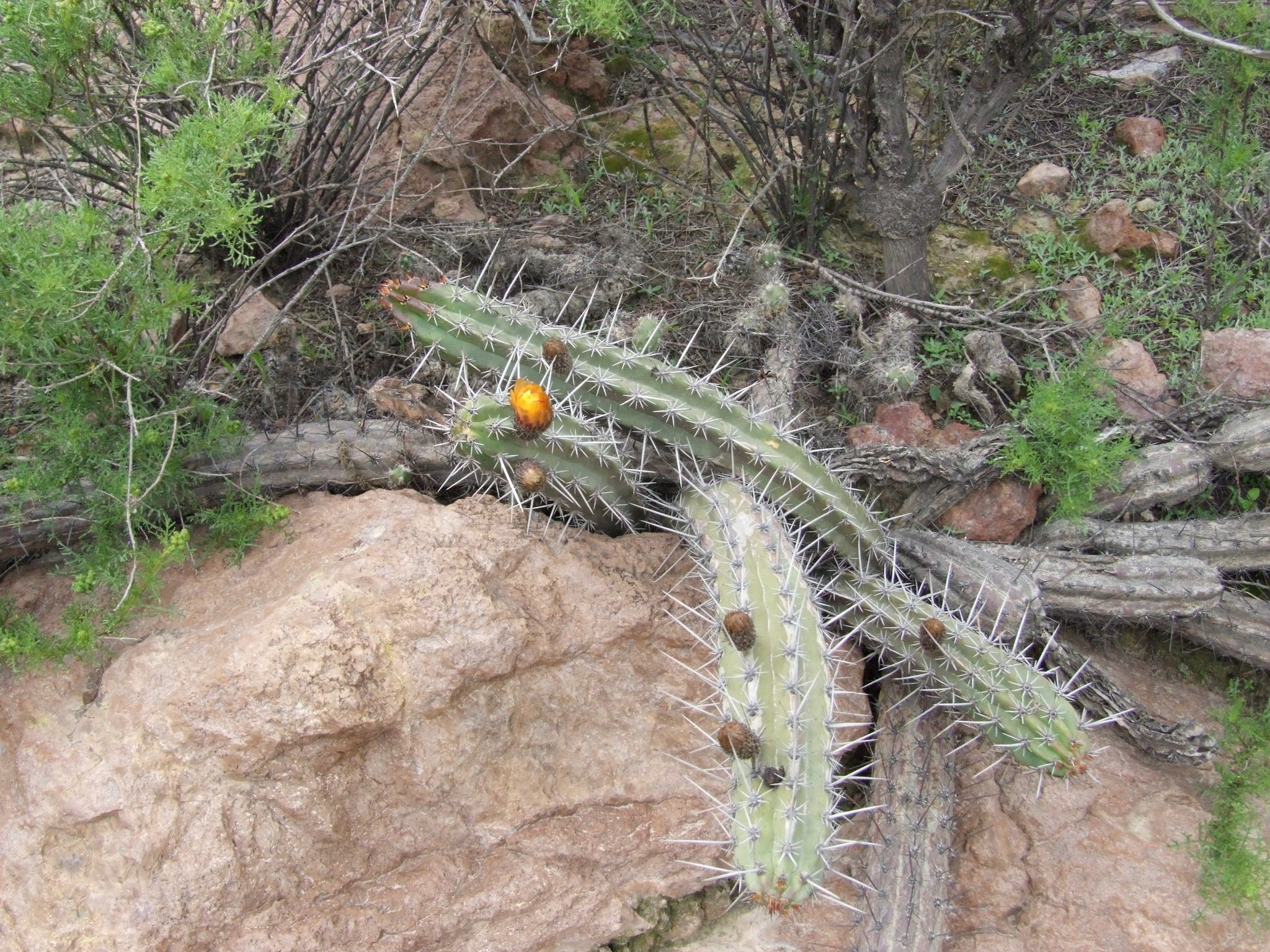
En su hábitat

El área de distribución nativa de esta especie es Perú (concretamente en el departamento de Arequipa), y crece principalmente en biomas desérticos o de matorral seco, en cerros situados entre los 2500 y 3500 metros de altitud.

## Taxonomía
La primera descripción de esta especie fue como Cactus aureus, publicada en 1834 por el botánico alemán Franz Julius Ferdinand Meyen en el libro Reise um die Erde 1: 447.
Posteriormente, el botánico Paul Clifford Hutchison colocó la especie en el género Corryocactus, pasando a llamarse Corryocactus aureus y anotando estos cambios en la revista Sukkulentenkunde. Jahrbücher der Schweizerischen Kakteen-Gesellschaft 7-8: 9, en 1963.
Etimología
- Corryocactus: nombre genérico otorgado en honor a Thomas Avery Corry (1862-1942), quien como ingeniero de la compañía ferroviaria peruana Ferrocarril del Sur, ayudó a descubrir las plantas. De hecho, las primeras tres especies conocidas del género crecían cerca de la recién construida vía férrea. Además, la terminación cactus es un término latino que alude a las plantas del género Cactaceae.
- aureus: epíteto específico latino que significa 'dorado, amarillo dorado', haciendo referencia al color de las flores de la especie.[4]

Sinonimia
- Cactus aureus Meyen, 1834
- Cereus aureus (Meyen) Meyen, 1833
- Cereus meyenii Werderm., 1931
- Cleistocactus aureus (Meyen) F.A.C.Weber, 1904
- Corryocactus acervatus F.Ritter, 1981
- Corryocactus cuajonesensis F.Ritter, 1981
- Echinocactus aureus (Meyen) Pfeiff., 1837
- Erdisia meyenii Britton & Rose, 1920

## Estado de conservación

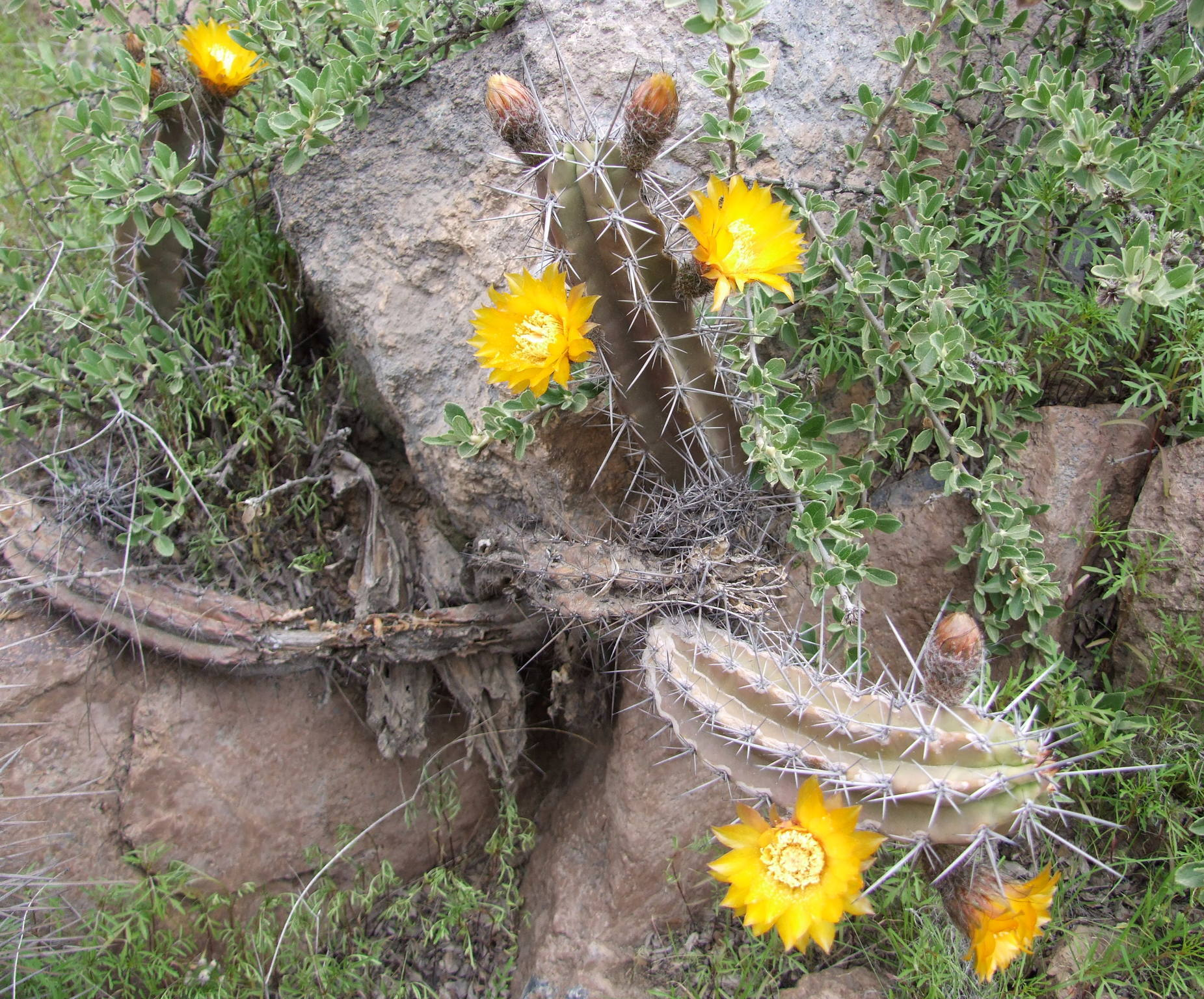
Planta en flor

En la Lista Roja de Especies Amenazadas de la UICN, la especie está clasificada como “Datos Insuficientes (DD)”.

## Usos
Se cultiva principalmente como planta ornamental y su propagación se realiza a través de esquejes o semillas.